# De Heul (Oostzaan)
De Heul is een buurtschap in de gemeente Oostzaan, in de Nederlandse provincie Noord-Holland. De Heul is gelegen in het verlengde van Noordeinde, vanaf driesprong met De Haal
De Heul is een van de plaatsen die ontstonden tegen het einde de ontginning van de Zaanstreek. De plaats is even na het ontstaan van Oostzaan, Westzaan en Assendelft ontstaan. De plaatsnaam zou duiden op dat het plaatsje bij een duiker is ontstaan, deze was dan in gelegen in het Horner vierendeel. De Oostzaner Polder was net als veel van de ontgonnen gebieden opgedeeld in een vierendeel. De Heul lag samen met het verdwenen plaatsje De Horn in de ene helft en De Haal in de andere helft. De juiste legging van De Horn is niet bekend, sommige duiden deze schuin tegenover De Heul en tegenover het Noordeinde van Oostzaan.
De benaming horn, wat hoek betekent, werd destijds veelgebruikt en in de loop van de tijd werden verschillende duidingen met dezelfde naam gebruikt waardoor het niet altijd goed terug te vinden is wat nu de juiste benaming is en wat en waar het precies gelegen moet hebben. De Heul wordt zo in bepaalde documenten onder het dorp Oostzaan geplaatst. Net als De Haal maakte De Heul wel onderdeel uit van Oostzaan als zijnde de polder en Banne en Ambtsheerlijkheid maar kan het meestal toch als een eigen plaatsje worden beschouwd. De Heul is samen met De Haal vergroeid geraakt met Oostzaan in de loop van de 19e eeuw. Het is ook die periode dat De Haal samen met De Heul ook echt tot het lintdorp Oostzaan worden gerekend. In De Haal was ook het treinstation gevestigd van Oostzaan, Station Oostzaan.
De Heul werd net als de rest van de Oostzaner Polder viermaal serieus getroffen door een watersnoodramp, In 1786 een eerste maal als de dijk Achterdichting doorbrak, een tweede maal gebeurd tijdens de stormvloed van 1825 als het water over de Zuiderzeedijk bij de Stenen Beer van Durgerdam doorbrak. De derde en vierde maal gebeurde vlak achter elkaar. Tijdens de stormvloed van 1916 liep het water gewoon over het Luyendijkje heen. De dijken bij Uitdam, Durgerdam en Katwoude waren eerder al, in de nacht van 13 op 14 januari doorgebroken. Op 16 februari liep de polder opnieuw onder door een stevige storm. Pas op 24 maart kon worden begonnen met de polder droog te maken, een karwei dat op 1 april klaar was.
Dorp: Oostzaan     
Buurtschappen: Achterdichting · De Haal · De Heul · Kerkbuurt · Noordeinde · Zuideinde

Noord-Holland: Steden en dorpen in Noord-Holland      Nederland: Provincies · Gemeenten